# Hr.Ms. Walrus (1944)
De Hr. Ms. Walrus was gebouwd als de Amerikaanse onderzeeboot USS Icefish (SS-367) een schip van de Balaoklasse. De Koninklijke marine leende twee schepen van de Baloaklasse ter vervanging van de onderzeeboten van de T-klasse, die na een leenperiode van vijf jaar teruggegeven moesten worden aan de Royal Navy. De onderzeeboot werd gebouwd op de Amerikaanse scheepswerf van Manitowoc Shipbuilding Co. uit Manitowoc.

## De Walrus als Icefish
USS Icefish werd op 10 juni 1944 in dienst genomen bij de United States Navy. De onderzeeboot heeft tijdens de Tweede Wereldoorlog vijf patrouilles op de Grote Oceaan uitgevoerd. Alleen tijdens de eerste en de laatste patrouille was de Icefish succesvol. Drie schepen werden tijdens deze patrouilles tot zinken gebracht:
- 24-10-1944 Japans vrachtschip; Tenshin Maru; 4236 ton.
- 26-10-1944 Japans vrachtschip; Taiyo Maru; 4168 ton.
- 07-08-1945 Japans zeilschip.

### Patrouilles tijdens de Tweede Wereldoorlog
- 09-09-1944 - 13-11-1944; Zuid-Chinese Zee
- 08-12-1944 - 20-01-1945; Oost-Chinese Zee
- 20-02-1945 - 20-04-1945; Oost-Chinese Zee
- 15-05-1945 - 04-07-1945; Beginnend in de Zuid-Chinese Zee via de Javazee naar Fremantle
- 29-07-1945 - 22-08-1945; Zuid-Chinese Zee

### Icefish na de WOII

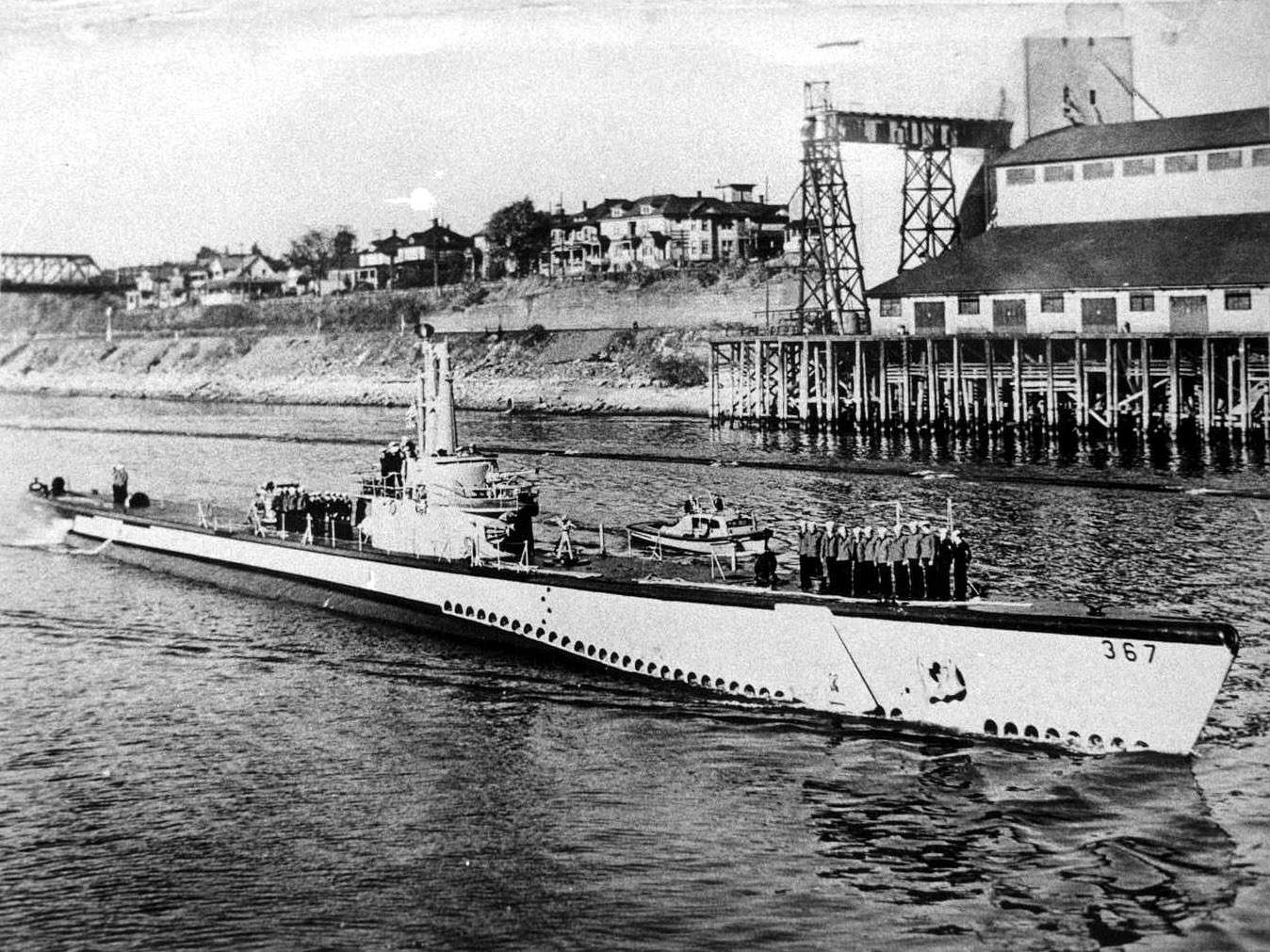
De Icefish in Amerikaanse dienst

Na de Tweede Wereldoorlog werd de Icefish net zoals veel ander Baloaklasse onderzeeboten in reserve gehouden bij de United States Pacific Fleet. Nadat de onderzeeboot in 1952 een zogenaamde Guppy II update had ondergaan werd het schip uitgeleend aan de Koninklijke Marine voor een periode van vijf jaar, deze leenperiode werd meerdere keren met telkens vijf jaar verlengd. Het uitlenen van dit schip aan Nederland viel onder het Mutual Defense Aid Program (MDAP).
Op 16 december 1968 was de Walrus enige tijd vermist, dit doordat een bericht, om 15:51, over de positie van de Walrus niet was ontvangen. Na het uitblijven van de positiemelding zochten vijf onderzeeboten en drie oppervlakteschepen naar de Walrus. Om 19:18 was de Walrus weer terecht, de onderzeeboot was meteen naar de oppervlakte gekomen nadat een bericht was ontvangen dat er een onderzeeboot was gezonken.